# رویکردهای سیاسی رضاشاه
رویکردهای سیاسی رضاشاه در تاریخ ایران سرآمد است و مورد بررسی بسیاری بوده‌است. وی از ۱۳۰۴ تا ۱۳۲۰ خورشیدی پادشاه ایران بود. او که بنیان‌گذار دودمان پهلوی است، پیش‌تر از ۱۳۰۰ تا ۱۳۰۲ وزیر جنگ و از ۱۳۰۲ تا ۱۳۰۴ نخست‌وزیر ایران بود. رضاشاه، نخست تلاش ناکامی در جهت جمهوری‌خواهی کرد و سرانجام در سال ۱۳۰۴، پس از انحلال سلسله قاجار، به پادشاهی رسید تا با گستره‌ای از اصلاحات و بنیان‌گذاری‌ها، پایه‌های کشوری منظم و مدرن را بنا گذارد.
وی دوران خردسالی را در فقر گذراند. از ۱۶ سالگی به نظام پیوست و مدارج ترقی را پیمود. در ۲۵ دی ۱۲۹۹ از سوی ژنرال انگلیسی ادموند آیرونساید به‌عنوان فرماندهٔ قوای قزاق منصوب و ۲ ماه بعد، در کودتای ۳ اسفند ۱۲۹۹، نیروهای قزاق به فرماندهی رضاخان، تهران را اشغال کردند. رضاخان ابتدا در مقام وزیر جنگ، بسیاری از ناآرامی‌ها و راه‌زنی‌ها را از بین برد. در ۳ آبان ۱۳۰۲ رضاخان با فرمان احمدشاه قاجار به منصب نخست‌وزیری گمارده شد. اگر چه رضاخان با کودتا در عرصهٔ سیاست ایران رخ نمود، اما ارتقای وی در قدرت تا جایگاه پادشاهی، مدیون پشتکار و اراده‌اش در نظم دادن به امور در سمت وزارت جنگ و نخست‌وزیری بود.
در دورهٔ پادشاهیِ رضاشاه نظمی نوین در ایران پدید آمد. وی نهادهای مدرن را در ایران پایه‌گذاری یا تقویت کرد که از مهم‌ترین آن‌ها تأسیس ارتش نوین، دانشگاه تهران و احداث راه‌آهن جنوب به شمال می‌باشد. همزمان وی در جهت استقرار و تضمین قدرت مطلق خود، مشروطیت را در ایران نابود کرد و مطبوعات و احزاب مستقل را سرکوب نمود و مصونیّت پارلمانی نمایندگان را گرفت. به این ترتیب، مجلس شورای ملی به نهادی مطیع و تشریفاتی در برابر ارادهٔ شاه تبدیل شد. در این راه، حزب تجدد در بدو امر از رضاشاه پشتیبانی کرد، اما نخست، جای خود را به حزب ایران نو و سپس حزب ترقی داد؛ ولی همین حزب ترقی نیز به زودی به گمان این‌که اندیشه‌های خطرناک جمهوری‌خواهانه دارد، برچیده شد. همچنین، او با به دست آوردن قدرت بلامنازع، اصلاحاتی اجتماعی را آغاز کرد که هرچند به گفتهٔ برخی قاعده‌مند نبود، بیان‌گر این نکته بود که وی خواهان ایرانی بود که از یک سو رها از نفوذ روحانیون مذهبی، دسیسهٔ بیگانگان، شورش عشایر و اختلاف‌های قومی، و از سوی دیگر، دارای مؤسسات آموزشی به سبک اروپا، زنان متجدد و شاغل در بیرون از خانه، ساختار اقتصادی نوین با کارخانه‌های دولتی، شبکه‌های ارتباطی، بانک‌های سرمایه‌گذار و فروشگاه‌های زنجیره‌ای باشد. او برای رسیدن به هدفش (بازسازی ایران برپایهٔ تصویر غرب) دست به مذهب‌زدایی، برانداختن قبیله‌گرایی، گسترش ملی‌گرایی، توسعهٔ آموزشی و سرمایه‌داری دولتی زد.
از دید شخصیت، رضاشاه رهبری دلیر و باهوش با شخصیتی قوی، دارای خوی اقتدارگرا و بینشی دقیق دربارهٔ وضع کشور و آرمان‌های مردمش بود. وی همچنین بیشتر آرمان‌های جنبش مشروطه را که به شکلی دقیق در حس قوی ملی‌گرایی و تمایل عمیقش برای بهبود شرایط کشور جور درمی‌آمد، پذیرفت. او آیندهٔ ایران را به‌عنوان کشوری مدرن با صنعت و اقتصادی مدرن، که می‌تواند سرانجام پس از مشکلات بسیار در کنار جوامع اروپایی (که در آن دوره سرآمد جهان بودند) قرار بگیرد، تصور می‌کرد. بر این رو، او با عزم فراوانی برای بازساخت بخش‌های نظامی، اداری، آموزشی و قضایی ایران و شرایط اجتماعی‌اش، تلاش کرد.

## سیاست داخلی

### دادگستری

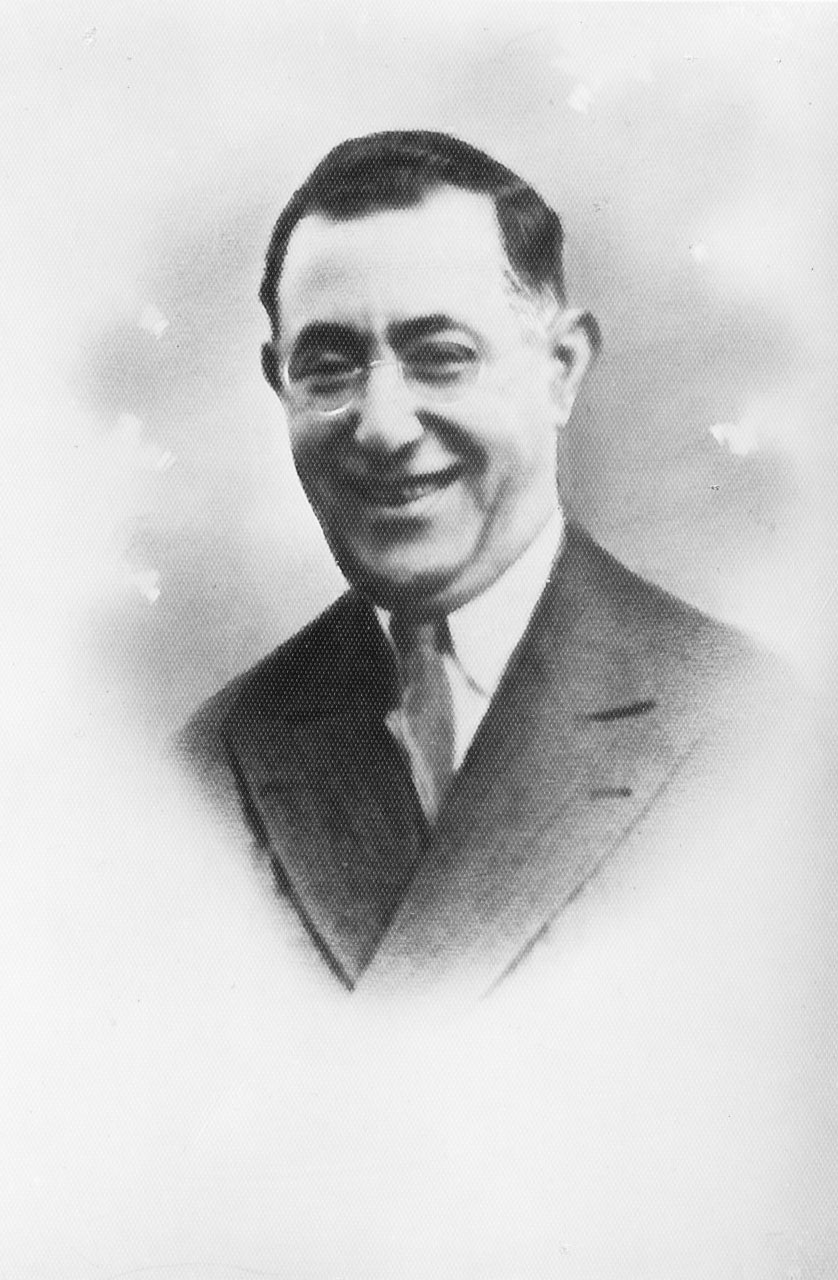
علی‌اکبر داور سیاستمدار ایرانی که با بنیانگذاری دادگستری نوین ایران نامور شد.

پیش از رضاشاه و بر پایهٔ روالی قدیمی و بدون قوانین نظام‌مند، به شکایات و دعاوی توسط حکام و آخوندها و بر پایهٔ اصول‌های شرعی و عرفی رسیدگی می‌شد. آخوندها بر پایهٔ میل خود رای‌ها را صادر می‌کردند و چون مبنای کارشان به گفتهٔ‌شان شریعت اسلام بود، بدون در نظر گرفتن حقوق بشر، با افراد غیر مسلمان نیز با همان قوانین اصطلاحاً اسلامی، برخورد می‌شد و احکامی همانند قطع عضو، شلاق و غیره اجرا می‌شد. پس از روی کار آمدن رضاشاه، هیئتی از تحصیل‌کردگان و حقوق‌دانان ایرانی به ریاست علی اکبر داور تشکیل شد و با استخدام حقوق‌دار و مشاورانی از بلژیک و فرانسه قوانین مدنی و جزائی و جنایی ایران بر مبنای حفظ حقوق فردی و اجتماعی و برابری همگان در برابر قانون، بدون در نظر گرفتن ردهٔ اجتماهی یا دین، تهیه شد. پس از این، محاکم شرع تعطیل شدند و دادگستری ایران، بنیان نهاده شد. در همین هنگام، دانشکده‌های حقوق نیز ساخته شد تا آموزش این بخش را بر عهده بگیرند. همچنین امور ازدواج و طلاق و انتقال سندها که پیشتر در اختیار آخوندهای ایران بودند، با تشکیل دفترهای رسمی، به نظارت وزارت دادگستری درآمد. همچنین حق کاپیتولاسیون نیز در این دوران لغو شد.

### اصلاحات اداری و تقسیمات کشوری
رضاشاه همچنین یک سری اصلاحات گستردهٔ اداری را در ایران انجام داد. سیستم حکومتی قاجار از این مشکل رنج بسیاری می‌برد که دچار گروهک سالاری نزدیکان شاه و افراد دلخواه دربار شده‌بود. چیزی که در دوران رضاشاه، با قوانین تازه، سعی در رفع آن شد. بر پایهٔ قوانینی که در سال‌های ۱۹۳۷ و ۱۹۳۸ تصویب شدند، تقسیم کشور نیز به ایالت و ولایت، به عبارتی دیگر، استان‌های بزرگ و کوچک از میان رفت و به جایش ده استان که از دید اقتصادی و جغرافیایی مناسب بودند، تشکیل شدند که هر کدام نیز تقسیمات دیگری را شامل بودند که شامل شهرستان و بخش بود.
به شکلی دقیق‌تر در آبان ۱۳۱۶ که با دوران پادشاهی رضاشاه نیز هم‌دوره بود، مجلس ایران قانون تازهٔ تقسیمات کشوری را تصویب نمود؛ سپس اختیار تغییرات در آن را به هیئت وزیران این کشور، سپرد. بر پایهٔ این مصوبه، این کشور، به شش استان تقسیم گردید. هر استان نیز شامل چند شهرستان بوده‌است. هر شهرستان نیز به چند بخش و هر بخش به چند دهستان و هر دهستان نیز به چندین قصبه و روستا بخش‌بندی گردید. این شش استان نخستین، شامل استان شمال غرب، استان غرب، استان شمال، استان جنوب، استان شمال شرق و استان مکران بودند. اگرچه عمر این بخش‌بندی شش‌گانه، بیشتر از دو ماه نبود و در دهم دی آن سال، تقسیمات کشوری ایران به ۱۰ استان، ۴۹ شهرستان و ۲۹۰ بخش تغییر کرد.

## سیاست خارجی
به‌قدرت رسیدن رضاشاه مصادف شد با دورهٔ پس از جنگ جهانی اول؛ هنگامی که انگلیس و شوروی تضاد قابل توجهی بر سر مسائل ایران داشتند. رضاشاه از این تضاد پیش‌آمده میان قدرت‌های جهانی بهره برد و به گسترش روابط سیاسی و اقتصادی ایران با کشورهای دیگر، همچون کشورهای همسابه پرداخت. ایران برای انگلستان از چند جهت، همچون داشتن نفت، حفاظت از هندوستان و پیش‌گیری از نفوذ دیگر ملل در خاورمیانه، دارای اهمیت بود. پس از روی کار آمدن رضاشاه، سرکوب شورشی‌های شمال ایران و ایستادگی در برابر نفوذ کمونیسم، به آسانی قابل لمس بود تا انگلستان وی را تحمل کند اما این کشور به‌طور کلی نسبت به اقدامات رضاشاه، بدگمان بود. رضاشاه نیز دریافته بود که نفت برای انگلیسی‌ها جنبه‌ای حیاتی دارد و آنان از نفت به هیچ وجه، حتی به قیمت تجزیه‌شدن ایران، نخواهند گذشت. با این حال، نخستین اقدام قابل توجه وی پس از کودتا در اسفند ۱۲۹۹، پایان دادن به هرج و مرج و نابودی قدرت حکام محلی ایران بود؛ چیزی که دقیقاً برعکس و ضد آنچه بود که انگلستان برای ایران می‌خواست. وی در جهت عکس و ضد استراتژی استعماری (اروپایی یا غربی) حرکت می‌کرد.
در دورهٔ زمامداری رضاشاه ایران رابطهٔ نزدیکی با کشور آلمان برقرار کرد، به‌طوری‌که این کشور به بزرگ‌ترین شریک تجاری ایران تبدیل شد و بیش از سه‌هزار کارشناس آلمانی در ایران استقرار یافتند. این افزایش رابطه با آلمان، باعث تیرگی روابط با بریتانیا و شوروی شد و یکی از بهانه‌های حملهٔ این دو کشور در سال ۱۳۲۰ به ایران شد. در دورهٔ رضاشاه روابط بین‌المللی ایران دچار فراز و نشیب‌هایی شد. در سال ۱۹۳۷ و در اعتراض به چاپ عکسی در یک نشریهٔ فرانسوی، ایران سفیر خود را از فرانسه فراخواند. در سال ۱۹۳۵ نیز در پی دستگیری سفیر ایران در آمریکا به جرم سرعت زیاد در حین رانندگی در مریلند ایالات متحده آمریکا، ایران روابط خود با آمریکا را قطع کرد. در سال ۱۹۳۹ روابط ایران با فرانسه و آمریکا به حالت عادی بازگشت.
در سال ۱۳۰۷ (۱۹۲۸ م)، رضاشاه برای پس‌گیری شماری از جزایر خلیج فارس، به ویژه بحرین با انگلستان وارد مذاکراتی شد. هرچند که نتوانست برای ایران موفقیتی کسب کند و مذاکرات در این مورد، شکست خورد تا روابط ایران و انگلیس، تیره گردد. پس از این، رضاشاه فرمان فرستادن نیروها به جزایر بحرین را داد و طرف انگلیسی، نیروی دریایی خود را برای مقابله با نیروهای ایرانی، به خلیج فارس اعزام کرد. ایران این دوره، نیروی دریایی مجهزی نداشت و پی برد که درگیری نظامی با یک قدرت جهانی، سودی ندارد. نهایتاً، ایران تصمیم به شکایت به جامعه ملل گرفت تا بحرین استرداد گردد؛ اما فقط توانست جزایر کوچکی در خلیج فارس را پس بگیرد و نفوذ انگلستان در این سازمان، اجازهٔ بازگشت بحرین به ایران را نداد. با این حال، ایران خود را بر بحرین، دارای حق حاکمیت می‌دانست.
درگیری‌ها با انگلستان ادامه‌دار بود. با عدم اجرای مفاد قرارداد دارسی از سوی انگلیسی‌ها و عدم دست‌یابی به توافقی تازه، رضاشاه به تقی‌زاده، وزیر دارایی ایران، فرمان لغو این قرارداد را داد. پس از این لغو یک‌سویه قرارداد، نیروهای نظامی انگلیس در نزدیکی مرزهای ایران مستقر شدند و تهدیدهای نظامی و سیاسی علیه ایران، آغاز شد و شکایتی نیز از ایران در جامعه ملل، تنظیم گردید. در نهایت، قرارداد تازه‌ای بسته شد که با اینکه از چند جهت به سود ایران بود، هنوز هم از جهاتی به ضرر این کشور بوده‌است.
در تیرماه ۱۳۱۶، پیمان سعدآباد با درون‌مایهٔ اتحاد، میان ایران، افغانستان، ترکیه و عراق نوشته شد. منش سیاسی رضاشاه، تبلیغات منفی قدرتمندی علیه او ایجاد کرد و بریتانیا که از دیرباز به شخص رضاشاه بدبین بود، روابط ایران با ایتالیا، فرانسه و آلمان را نیز سبب نگرانی دانست؛ تبلیغات رسانه‌ای علیه رضاشاه، پس از روابط ۱۹۳۹ ایران با ژاپن، شدت گرفت. با رخ دادن جنگ جهانی دوم، با وجود اعلام بی‌طرفی، بریتانیا و شوروی ایران را اشغال کرده و رضاشاه را با اعمال فشار برکنار کردند. بریتانیا در هنگام اشغال ایران توانست چند تهدید دیگر هم از بین ببرد؛ برای مثال، ناوگان دریایی ایران که در حال شکل‌گیری بود را به همراه دریادارانی همانند غلامعلی بایندر، از میان برداشت. پس از اشغال ایران، بریتانیا و شوروی به محمدعلی فروغی پیشنهاد دادند که رسماً جمهوریت را اعلام کند که وی مخالفت کرد. کمی بعد، آشکار شد که بریتانیا و شوروی خواستار کنار زدن رضاشاه هستند و این دو، در نهایت از سلطنت پسر او، محمدرضا پهلوی حمایت کردند.

## بخش نظامی و امنیتی

### ارتش

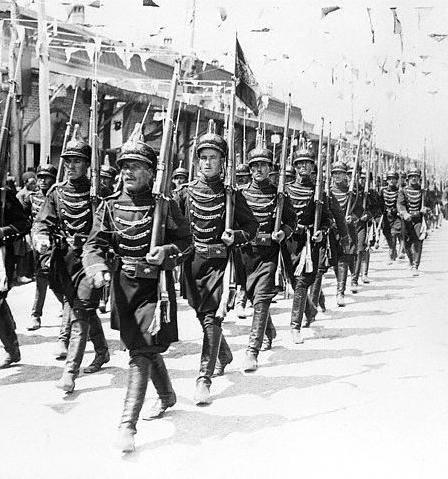
رژه نیروها در روز تاج‌گذاری رضاشاه

در هنگام وزارتیِ جنگ و نخست‌وزیری، رضاشاه با ادغام نیروی قزاق و ژاندارم و همسان‌سازی آنان، توانست تا حدودی تشکیل نیرویی مجهز را پایه‌گذاری کند. وجود مستشاران نظامی، اداری و مالی انگلیسی در کشور و دخالت آنان در امور داخلی که یکی از مشکلات دوران قاجار بود، همواره باعث نارضایتی مردم می‌شد؛ سردار سپه آنان را از ایران اخراج کرد و افسرانی ایرانی را به سمت‌های فرماندهی رساند. پس از رسیدن به پادشاهی، او اقدام به تشکیل ارتشی منظم، نوین و مجهز کرد. افسران جوان به آموزشگاه‌های گوناگون اروپایی فرستاده شدند تا تکنیک‌های تازه به کشور بیاید. سپاس دبیرستان، دانشکده و دانشگاه جنگ ساخته شد و اسلحه‌های نوین جنگی همانند تانک، توپ، هواپیما و ناو، برای ایران خریداری شد. در همین هنگام، کارخانه‌های نظامی نیز در ایران، گشایش یافتند تا بخشی از تجهیزات مورد نیاز را تولید کنند. ارتش نوین ایران، دارای نیروی زمینی، دریایی و هوایی بود. بعدها، طرح‌ها گسترش یافتند اما برخی طرح‌ها مانند کارخانه‌های هواپیماسازی ایرانی، اجرایی نشدند.

### بنیان‌گذاری نیروی دریایی ایران
بنیان‌گذاری نیروی دریایی ایران، دیگر اقدام قابل توجه رضاشاه است که گاه به‌عنوان آرزوی دیرین ایرانیان نام برده می‌شد. نخست چندین کشتی جنگی از ایتالیا سفارش داده شد و گروهی از جوانان ایرانی نیز به آنجا فرستاده شدند تا آموزش ببینند. این اقدام باعث خشم انگلیسی‌ها شد و آماده شدند تا پاسخی به آن بدهند. در نهایت، بریتانیا (در پایان کار رضاشاه) در هنگام اشغال ایران توانست چند تهدید دیگر هم از بین ببرد؛ برای مثال، ناوگان دریایی ایران که در حال شکل‌گیری بود را به همراه دریادارانی همانند غلامعلی بایندر، از میان برداشت.

### بنیان‌گذاری نیروی هوایی ایران
رضاشاه نیروی هوایی کوچکی نیز برای ایران ایجاد کرد.

### بنیان‌گذاری سربازی اجباری
برقراری خدمت وظیفه ملی اجباری، دیگر تصمیم مهم وی در بخش نظامی بود. مدت آن را برای همگان ۲ سال و برای دارندگان گواهینامه تحصیلی متوسطه یا بیشتر، یک سال تعیین کرد. اهمیت بنیان‌گذاری سربازی اجباری در ایران آن دوره، در حالت اجتماعی آن بود. این تصمیم، یک انقلاب اجتماعی تمام‌عیار در ایران آن دوره بود. چرا که در عمل نیز اجباری بود و برای نخستین‌بار، جوانان برخواسته از طبقات، گروه‌های اجتماعی و مناطق گوناگون، با هم درآمیخته شدند که گامی اساسی در تحکیم مبانی واقعی وحدت ملی و همدلی میان ایرانیان بود. اگرچه، روحانیان ایران به مخالفت با چنین چیزی برخواستند و آن را مخالف «شرع مقدس» اعلام کردند سپس تظاهراتی شدید و خشن در قم و مشهد به پا کردند که رضاشاه نیز در پاسخ، فرمان داد که با قدرت و حتی خشونت، به تظاهرات روحانیان پایان داده شود و همین کار نیز انجام شد.

### امنیت کشوری

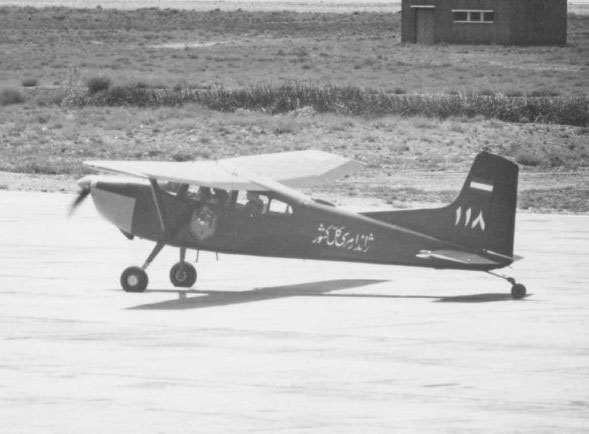
یکی از ۱۲ فروند سسنا ۱۷۵ تحویل‌شده به ژاندارمری پادشاهی ایران در هنگام بلندشدن از باند فرودگاه قلعه‌مرغی

پیش از دورهٔ رضاشاه در دوران قاجار، دولت مرکزی فاقد هرگونه قدرت در سطح کشوری بود و از عهدهٔ یاغیان، خان‌ها و راهزنان برنمی‌آمد. حتی امنیت پایتخت نیز با مشکل مواجه بوده‌است. در دوران قاجار، شرایط به‌گونه‌ای بود که هر نقطه از ایران، به یک یاغی و حاکم واگذار می‌شد که شرایط را برای زندگی مردم، سخت می‌کرد. بعداً، این شرایط با روی کار آمدن وی، دگرگون شد.
«در آن هنگام (پیش از کودتا) کارهای مملکت بکلی از هم گسیخته و کشور ما شبیه مستعمره بود. قدرت سیاسی و نظامی انگلیس بر ایران چیرگی داشت، آذربایجان دست‌خوش تجاوزات سمیتقو بود؛ قسمت عمدهٔ گیلان (و شمال) را بلشویکها به‌نام حکومت مستقل در اختیار داشتند. عبور از قزوین به رشت بدون اجازهٔ بیگانگان ممکن نمی‌شد. آوارگان گیلانی در تهران و قزوین با حال رقت‌بار، سرگردان بودند. در مازندران جمعیت اتحاد ملی طبرستان دم از خودمختاری می‌زد. راه‌های کشور، به‌کلی ناامن بود و سارقین مسلح تمام کاروان‌های تجاری را غارت می‌کردند و ژاندارمری قدرت مقابله با غارت‌گران را نداشت. دولت قادر به پرداخت حقوق کارکنانش نبود… مملکت در حال انفجار بود. سیاست خارجی ایران به قرارداد ۱۹۱۹ پیوسته بود… خان‌ها و زورمندان محلی هرکدام به نوبهٔ خود حکومتی نیمه‌مستقل داشتند». ابراهیم صفایی، در توصیف وضعیت ایران پیش از کودتا در «زمینه‌های اجتماعی کودتا»
با روی کار آمدن او، جدا از ارتش، برای برقراری امنیت در سراسر ایران نیز گامی اساسی برداشته شد. سازمان امنیه (ژاندارمری) مسئول امنیت سراسری ایران شد و برای آن بخش‌های شهربانی، مرزبانی و گارد گمرک به وجود آمد. در تنها چند سال، نظمی در ایران پدیدار شد که طی چند سده، هرگز در این کشور وجود نداشته‌است.

## دیگر اقدام‌ها

### ایران به‌جای پارس
در ۶ دی ۱۳۱۳، در دوران رضاشاه، حکومت ایران به شکل رسمی از کشورهای دیگر خواست که در مکاتبات رسمی، از واژهٔ ایران به جای واژه‌هایی همچون پرشیا، پرس و پرسه استفاده کنند. در این دوران، در اروپا، ایران تنها یک اصطلاح جغرافیایی بود و برای اشاره به این کشور به کار نمی‌رفت.

## در دید دیگران

### جمهوری اسلامی
منابع دوران جمهوری اسلامی از مواردی چون تلاش رضاشاه برای جداسازی دین از سیاست و فشار وی بر آخوندها و حوزه‌های علمیهٔ ایران جهت پیشگیری از دخالت‌های آنان در سیاست کشور، سرکوب اعتراض‌هایی که به رویکرد «ضداسلامی» وی بودند و برنامه‌های کلان وی برای توسعه و مدرنیزه‌سازی ایران، گفته‌اند. همچنین سریال‌های صدا و سیمای جمهوری اسلامی، تصویری فاسد از وی ارائه شده‌است؛ برای نمونه، کسی معتاد، کسی خائن که همواره زورگویی می‌کند، کسی که فریاد می‌زند و کسی که قمار و قمه‌کشی می‌کند. این‌ها و مطالبی مشابه آن، فهرست رویکرد رضاشاه است که در تاریخ رسمی حکومتی جمهوری اسلامی، به دانش‌آموزان و دانشجویان آموزش داده شده‌است. با این حال، در مواردی گزارش شده‌است که تردیدهایی در این دانشجویان نسبت به روایت حکومتی جمهوری اسلامی از وی، جوانه‌زنی کرده‌است.
در سال ۱۳۹۹، پس از پخش یک فیلم از سیّد علی خامنه‌ای، رهبر جمهوری اسلامی ایران، که در آن رضاشاه را نقد کرد، توفان توئیتری توسط ایرانیان با هشتگ «#خامنه‌ای_گوه_خورد» به راه افتاد و این هشتگ، سریعاً ترند گردید. خامنه‌ای در این فیلم، رضاشاه را کسی وابسته به انگلستانی‌ها معرفی کرد و همچنین اعلام کرد که رضاشاه کسی بود که به هیلتر، گرایش داشت.